# Richard Masur
Richard D. Masur (20 de noviembre de 1948) es un actor estadounidense que ha aparecido en más de 80 películas durante su carrera. Más conocido por su rol de Princeton interpretado en el filme Risky Business (1983). Desde 1995 hasta 1999, Masur sirvió dos etapas como presidente del Sindicato de Actores de Cine (SAG).

## Filmografía
- Bittersweet Love (1976)
- Semi-Tough (1977)
- Who'll Stop the Rain (1978)
- Mr. Horn (1979)
- Scavenger Hunt (1979)
- Hanover Street (1979)
- Heaven's Gate (1980)
- The Thing (1982)
- I'm Dancing as Fast as I Can (1982)
- Timerider: The Adventure of Lyle Swann (1982)
- Nightmares (1983)
- Risky Business (1983)
- Under Fire (1983)
- Adam (1983)
- Flight 90: Disaster on the Potomac (1984)
- The Burning Bed (1984)
- The Mean Season (1985)
- Head Office (1985)
- Heartburn (1986)
- Mr. Boogedy (1986)
- Bride of Boogedy (1987)
- Los creyentes (The Believers) (1987)
- Walker (1987)
- Rent-A-Cop (1988)
- Shoot to Kill (1988)
- License to Drive (1988)
- Torch Song Trilogy (1988)
- Far From Home (1989)
- Flashback (1990)
- It (1990)
- My Girl (1991)
- Encino Man (1992)
- The Man Without a Face (1993)
- Six Degrees of Separation (1993)
- Blood In, Blood Out (también conocida como Bound by Honor) (no acreditado, 1993)
- My Girl 2 (1994)
- Les Patriotes (The Patriots) (1994)
- Forget Paris (1995)
- The Face on the Milk Carton (1995)
- Multiplicity (1996)
- 61* (2001)
- Palindromes (2004)